# Епитафи Миловановићима на гробљу Врањача у Ртарима
Епитафи Миловановићима на гробљу Врањача у Ртарима представљају значајна епиграфска и фамилијарна сведочанства преписана са старих надгробних споменика у доњодрагачевском селу Ртари, Oпштина Лучани.
Миловановићи воде порекло од Сима (Мојсиловића) Пуховца (†1852) за кога се не зна одакле је дошао. Симов син Ђорђе је са супругом Марицом имао три ћерке - Гвозденију, Марију и Милеву. Најстарија Гвозденија се 1865. године удала за Јована Миловановића, пинтера из Дучаловића, који се „призетио” у Ђорђеву кућу.
Јован и Гвозденија имали су два сина - Алексу и Милана. Оба су били добри домаћини и чланови Радикалне странке. Милан је у Првом светском рату показао успешност у командовању, па је из рата изашао с официрским чином, а по демобилизацији и превођењем у резерву постао мајор.
Миловановићи данас живе у Ртарима и Гучи. Славе Стевањдан.
Споменик Милеви Миловановић (†1897)
Девојка МИЛЕВА
кћер Јована Миловановића
умрла 1897 г.

Споменик Јовану Миловановићу (†1903)
Српски роде
сетите се мога смртног дана 29 Децембра
и прочитајте где леже смртни остатци
доброг домаћина и незаборављеног оца
и поштеног грађанина села Ртара
ЈОВАНА Миловановића
кои часно поживи 61. год.
а на тужну жалост својих синова
Престави се у вечност. 29. деце. 1903. год.
Бог да му душу прости.
Овај ожалошћени Спомен подигоше му
ожалошћена супруга Гвозденија
и синови Алекса и Милан

Споменик Гвозденији Миловановић (†1917)
Овај белег показује тамне и мрачне дворе пок.
ГВОЗДЕНИЈЕ
супруге Јована Миловановића из Ртара
поживи 70.г.
Умре на васкрс 1917. г.
Бог да јој душу прости.
Спомен јој подигоше синови Алекса и Милан

Споменик Винки (†1941) и Милошу (†1943) Миловановићу
ВИНКА
супруга Алексе Ј. Миловановића
живи 65 г.
Умрла 16.IV.1941. г.
МИЛОШ син Алексин и Винке.
Живи 36.
А погибе за време окупације 1943 г.
Спомен подиже мајци и брату
Петар и сна Добрила

Споменик Алекси Миловановићу (†1961) и његовом сину Велимиру (†1910) 
АЛЕКСА Миловановић
поживи 86 г.
Умро 6.I I.1961. г.
У овом гробу почива
ВЕЛИМИР
син Алексин
живи 14 г.
А умро 1910. г.
Спомен подиже оцу и брату
Петар и сна Добрила
са својом децом

Споменик Милану Миловановићу (†1946), ћерки Олги (†1948) и супрузи Перки (†1954) 
МИЛАН мајор р.1877†1946
ОЛГА кћи р.1924†1948
ПЕРКА супруга р.1884†1954
Спомен подиже родитељима и сестри
син-брат Драгослав
и снаха Радмила
са децом